# Egofonia
Egofonia (łac. ægophonia), rzadziej kozi bek – objaw chorobowy występujący przy zapaleniu opłucnej lub zapaleniu płuc. Podczas osłuchiwania klatki piersiowej pacjent wypowiada słowo Ee. Dla osłuchującego lekarza słyszalne jest natomiast słowo A.